# Marie Wimer
Marie Wimer, née le 11 janvier 1876 à Washington et morte le 9 février 1965 à Washington, est une joueuse de tennis américaine du début du XXe siècle.
Elle a notamment remporté en 1907 le double dames de l'US Women's National Championship aux côtés de Carrie Neely. 

## Palmarès (partiel)

### Titres en double dames
| No | Date       | Nom et lieu du tournoi                 | Catégorie | Surface      | Partenaire     | Finalistes                     | Score         |          |
| -- | ---------- | -------------------------------------- | --------- | ------------ | -------------- | ------------------------------ | ------------- | -------- |
| 1  | 1904       | Cincinnati tournament Cincinnati       |           | Dur (ext.)   | Myrtle McAteer | Winona Closterman Carrie Neely | 6-3, 6-4      |          |
| 2  | 26-06-1907 | US National Championships Philadelphie | G. Chelem | Gazon (ext.) | Carrie Neely   | Edna Wildey Natalie Widley     | 6-1, 2-6, 6-4 | Parcours |

### Finales en double dames
| No | Date       | Nom et lieu du tournoi                 | Catégorie | Surface      | Vainqueures                         | Partenaire     | Score                   |          |
| -- | ---------- | -------------------------------------- | --------- | ------------ | ----------------------------------- | -------------- | ----------------------- | -------- |
| 1  | 14-06-1898 | US National Championships Philadelphie | G. Chelem | Gazon (ext.) | Juliette Atkinson Kathleen Atkinson | Carrie Neely   | 6-1, 2-6, 4-6, 6-1, 6-2 | Parcours |
| 2  | 19-06-1900 | US National Championships Philadelphie | G. Chelem | Gazon (ext.) | Hallie Champlin Edith Parker        | Myrtle McAteer | 9-7, 6-2, 6-2           | Parcours |
| 3  | 1903       | Cincinnati tournament Cincinnati       |           | Dur (ext.)   | Winona Closterman Carrie Neely      | Myrtle McAteer | 6-3, 8-6                |          |

## Parcours en Grand Chelem (partiel)
Si l’expression « Grand Chelem » désigne classiquement les quatre tournois les plus importants de l’histoire du tennis, elle n'est utilisée pour la première fois qu'en 1933, et n'acquiert la plénitude de son sens que peu à peu à partir des années 1950.

### En simple dames
| Année | - | - | Championnat de France | Championnat de France | Wimbledon | Wimbledon | US National    | US National    |
| ----- | - | - | --------------------- | --------------------- | --------- | --------- | -------------- | -------------- |
| 1897  | - | - | -                     | -                     | -         | -         | 1er tour (1/8) | J. Atkinson    |
| 1898  | - | - | -                     | -                     | -         | -         | 1/2 finale     | Helen Crump    |
| 1900  | - | - | -                     | -                     | -         | -         | 1/4 de finale  | Myrtle McAteer |
| 1902  | - | - | -                     | -                     | -         | -         | 1/4 de finale  | Marion Jones   |
| 1904  | - | - | -                     | -                     | -         | -         | 1/4 de finale  | Miriam Hall    |
| 1905  | - | - | -                     | -                     | -         | -         | 1er tour (1/8) | Evelyn Howell  |

À droite du résultat, l’ultime adversaire.

### En double dames
| Année | - | - | Championnat de France | Championnat de France | Wimbledon | Wimbledon | US National             | US National              |
| ----- | - | - | --------------------- | --------------------- | --------- | --------- | ----------------------- | ------------------------ |
| 1898  | - | - | -                     | -                     | -         | -         | Finale Carrie Neely     | J. Atkinson K. Atkinson  |
| 1900  | - | - | -                     | -                     | -         | -         | Finale M. McAteer       | H. Champlin Edith Parker |
| 1902  | - | - | -                     | -                     | -         | -         | 1/2 finale Huldah Steel | J. Atkinson Marion Jones |
| 1907  | - | - | -                     | -                     | -         | -         | Victoire Carrie Neely   | Edna Wildey N. Widley    |

Sous le résultat, la partenaire ; à droite, l’ultime équipe adverse.